# Papuapsylla roberti
Papuapsylla roberti är en loppart som beskrevs av Mardon 1976. Papuapsylla roberti ingår i släktet Papuapsylla och familjen Stivaliidae. Inga underarter finns listade i Catalogue of Life.